# Premio giornalistico Hrant Dink
Il premio giornalistico Hrant Dink è stato istituito in Italia nel 2008 per ricordare il giornalista turco di origini armene Hrant Dink assassinato ad Istanbul il 19 gennaio 2007 sotto la redazione del giornale bilingue Agos di cui era direttore.

## Organizzazione e patrocini
Il premio è organizzato dal Consiglio per la comunità armena di Roma e gode del patrocinio dell'associazione Reporter senza frontiere e dell'Assessorato alla cultura del comune di Roma.
Le prime cinque edizioni sono state ospitate nel salone delle cerimonie del Pontificio collegio armeno della capitale, la sesta nella sala di ricevimento dell'Istituto delle suore armene dell'Immacolata Concezione di Roma mentre la settima presso la sala del Carroccio in Campidoglio.

## Edizioni e premiati
- 1ª edizione (2008): Roberto Olla (TG1), Marco Tosatti (La Stampa), Flavia Amabile (La Stampa), menzione speciale a Domenico Affinito (Reporter Senza Frontiere)[1]
- 2ª edizione (2009): Patrizia Alberici (Radio Rai), Caterina Maniaci (Libero), menzione speciale a Rodolfo Casadei (Tempi)[2][3]
- 3ª edizione (2010): Toni Capuozzo (TG5)[4]
- 4ª edizione (2011): Marco Impagliazzo (Comunità di Sant'Egidio)[5][6]
- 5ª edizione (2012): Gian Antonio Stella (Corriere della Sera), menzione speciale a Ragip Zarakolou.[7][8]
- 6ª edizione (2013): Maria Cecilia Sangiorgi (Mediaset)
- 7ª edizione (2014): Piero Marrazzo (Rai)[9]
- 8ª edizione (2015): "A tutti i giornalisti caduti" (menzione speciale in occasione del centenario del genocidio armeno)[10]
- 9ª edizione (2016): Anna Mazzone (Panorama, Radio Rai), Franca Giansoldati (Il Messaggero)[11]
- 10ª edizione (2017): Marta Ottaviani (La Stampa, Avvenire), menzione speciale a Raffaele Aufiero [12]